# Råbergstjärnarna
Råbergstjärnarna este o arie protejată (arie specială de conservare — SAC, sit de importanță comunitară — SCI) din Suedia întinsă pe o suprafață de 9,5 ha, integral pe uscat.

## Localizare
Centrul sitului Råbergstjärnarna este situat la coordonatele 60°02′11″N 13°27′22″E / 60.0364°N 13.4561°E.

## Înființare
Situl Råbergstjärnarna a fost declarat sit de importanță comunitară în ianuarie 2002 pentru a proteja 1 specie de animale. Situl a fost protejat și ca arie specială de conservare în martie 2011.

## Biodiversitate
Situată în ecoregiunea boreală, aria protejată conține 3 habitate naturale: Mlaștini turboase de tranziție și turbării mișcătoare, Lacuri și iazuri distrofice naturale, Taiga vestică.
La baza desemnării sitului se află o specie protejată de  amfibieni: triton cu creastă (Triturus cristatus).